# Indicatif régional 917

Carte de l'État de New York (en bleu et rouge) avec les territoires de ses indicatifs régionaux. L'indicatif régional 917 dessert les arrondissements de Brooklyn, Manhattan, Queens, Staten Island et Bronx qui sont en rouge sur la carte ainsi que l’arrondissement de Manhattan qui est l'espace bleu enclavé dans l'espace rouge sur la carte.

L'indicatif régional 917 est l'un des multiples indicatifs téléphoniques régionaux de l'État de New York aux États-Unis.
Cet indicatif dessert les cinq arrondissement de la ville de New York : Manhattan, Brooklyn, Queens, Staten Island et Bronx.
La carte ci-contre indique le territoire couvert par l'indicatif 917.
L'indicatif régional 917 fait partie du Plan de numérotation nord-américain.